# Louis-Vincent Chevalier
 (juillet 2021).
Si vous disposez d'ouvrages ou d'articles de référence ou si vous connaissez des sites web de qualité traitant du thème abordé ici, merci de compléter l'article en donnant les références utiles à sa vérifiabilité et en les liant à la section « Notes et références ».
Pour les articles homonymes, voir Chevalier.
Louis-Vincent Chevalier (1734-1804 ou 1743-1800 ?) est un ingénieur-opticien français.

## Biographie
Louis-Vincent Chevalier est le fondateur d'une célèbre maison d'instruments d'optique créée en 1760 au 31, quai de l'Horloge à Paris. Louis-Vincent Chevalier eu trois fils ayant également travaillé comme ingénieur-opticien:  Louis Chevalier, Nicolas Marie Chevalier et Jacques Louis Vincent Chevalier, c'est ce dernier qui prit sa succession à sa mort.